# Siren, Wisconsin
Siren este un oraș și sediul comitatului Burnett,  statul Wisconsin, Statele Unite ale Americii.